# Gulnäbbad törnskata
Gulnäbbad törnskata (Lanius corvinus) är en fågel i familjen törnskator inom ordningen tättingar.

## Utseende och läte
Gulnäbbad törnskata är en stor och mycket långstjärtad törnskata. Fjäderdräkten är streckat brunaktig, med ljusare ögonbrynsstreck och undersida, en roströd vingpanel, en gul ögonring och en rätt kraftig lysande gul näbb som gett arten dess namn. Bland lätena hörs komplexa och varierade serier med ljudligt tjatter, skrin och raspiga sträva ljud, ibland kollektivt av en hel flock men också ofta i duett av ett par.

## Utbredning och systematik
Gulnäbbad törnskata delas in i fyra underarter med följande utbredning:
- corvinus – förekommer från södra Mauretanien och Senegal till Mali och nordvästra Nigeria
- togoensis – förekommer från Guinea och Sierra Leone till södra Tchad och Sudan (Darfur)
- caliginosa – förekommer i västra Sydsudan
- affinis – förekommer från södra Sydsudan till nordostligaste Demokratiska republiken Kongo, norra Uganda och västra Kenya

Underarten caliginosa inkluderas ofta i affinis.

### Släktestillhörighet
Gulnäbbad törnskata placerades tidigare som enda art i släktet Corvinella. Den inkluderas dock allt oftare i Lanius efter genetiska studier som visar att den är inbäddad i det släktet.

## Levnadssätt
Gulnäbbad törnskata lever i familjegrupper och nomadiska flockar i torr savann och i skogslandskap. Den ses sitta på en medelhög utkiksplats, varifrån den fångar ryggradslösa djur och små däggdjur, ofta på marken.

## Status
Arten har ett stort utbredningsområde och internationella naturvårdsunionen IUCN kategoriserar arten som livskraftig. Beståndsutvecklingen är dock oklar.